# Машински факултет Универзитета у Нишу
Машински факултет је високошколска установа у саставу Универзитета у Нишу. Обавља студије првог, другог и трећег степена, као и студије за иновацију знања и стручног образовања из области машинства и индустријcког менаџмента.

## Историја
Претеча Машинског факултета у Нишу био је Машински одсек на Техничком факултету у Нишу основан 1960.  године. Факултет је основан Законом о изменама и допунама Закона о Универзитетима. 1972. године одлуком Статута Машински одсек прераста у Машински факутлет Универзитета у Нишу.
За 48 година традиције диплому Машинског факултета у Нишу стекло је 3547 дипломираних машинских инжењера, 962 машинских инжењера, 176 магистара машинства и 86 доктора техничких наука. У школској 2007/08. години на Факултету студира 657 студената на основним и 66 студената на докторским академским студијама.

## Образовна делатност
Машински факултет Универзитета у Нишу је самостална образовна и научна установа у државној својини која, у складу са Законом о високом образовању, у оквиру образовно-научног поља, изводи академске студије:
- првог степена – основне студије у трајању од 3 године у оквиру једног студијског програма Машинско инжењерство.
- другог степена – дипломске мастер студије у двогодишњем трајању у оквиру студијског програма Машинско инжењерство.
- трећег степена – докторске студије у трогодишњем трајању за стицање академског назива Доктор наука – машинско инжењерство.

## Катедре
- Катедра за природно-математичке науке
- Катедра за механику
- Катедра за термотехнику, термоенергетику и процесну технику
- Катедра за хидротехнику
- Катедра за машинске конструкције, развој и инжењеринг
- Катедра за производно-информационе технологије
- Катедра за друштвене науке
- Катедра за мехатронику и управљање
- Катедра за транспортну технику и логистику
- Катедра за менаџмент у машинском инжењерству

## Библиотека
Библиотека Машинског факултета Универзитета у Нишу је почела рад са оснивањем Техничког факултета, 1960. године. Ипак, као година оснивања Библиотеке узима се 1971. година, када се Машински факултет издвојио из Техничког факултета.

## Занимљивости
Током историје развоја Ниша увек је на политичкој сцени Ниша и Србије било некога са Машинског факултета у Ниша.
Бивши градоначелник Ниша Милош Симоновић је један од запошљених на Машинском факултету у Нишу.
Бивши министар за науку и технологију у Влади Зорана Ђинђића Драган Домазет је био професор на Машинском факултету у Нишу.
Бивши градоначелник и директор Фабрике дувана ДИН Смиљко Костић је био запошљен на МФН током седамдесетих година.
Током осамдесетих година градоначелник Ниша био је проф. Живота Живковић, такође кадар Машинског факултета у Нишу.

## Познати професори и бивши студенти
- проф. др Живота Живковић, градоначелник Ниша у периоду од 1989. до 1992.
- Смиљко Костић, дугогодишњи директор ДИН-а и бивши градоначелник Ниша у периоду од 9. октобра 2004. до 29. јула 2008.
- др Милош Симоновић, бивши градоначелник Ниша у периоду од  29. јула 2008. до 12. јула 2012.